# Inis Bó Finne
Inishbofin (iriska: Inis Bó Finne, engelska Inishbofin) är en ö i republiken Irland.   Den ligger i grevskapet County Donegal och provinsen Ulster, i den norra delen av landet, 240 km nordväst om huvudstaden Dublin. Arean är 1,7 kvadratkilometer.
Ön hade en permanent befolkning fram till 1970-talet då den övergavs. Många återvänder dock under sommarmånaderna då ön är bebodd. Inis Bó Finnes befolkning var irisktalande och ön ligger i ett gaeltacht-område. På fastlandet samt på övriga öar i trakten är iriska fortfarande det dagliga språket. 
Terrängen på Inis Bó Finne är platt. Öns högsta punkt är 31 meter över havet. Den sträcker sig 2,0 kilometer i nord-sydlig riktning, och 1,9 kilometer i öst-västlig riktning.